# Trichoplusia collateralis
Trichoplusia collateralis är en fjärilsart som beskrevs av Herrich-Schäffer 1868. Trichoplusia collateralis ingår i släktet Trichoplusia och familjen nattflyn. Inga underarter finns listade i Catalogue of Life.